# Taylorsville (Utah)
Taylorsville és una població dels Estats Units a l'estat de Utah. Segons el cens del 2000 tenia 57.439 habitants.

## Demografia
Segons el cens del 2000, Taylorsville tenia 57.439 habitants, 18.530 habitatges, i 14.156 famílies. La densitat de població era de 2.076,5 habitants per km².
Dels 18.530 habitatges en un 42,2% hi vivien nens de menys de 18 anys, en un 59,5% hi vivien parelles casades, en un 11,9% dones solteres, i en un 23,6% no eren unitats familiars. En el 17,6% dels habitatges hi vivien persones soles el 4,3% de les quals corresponia a persones de 65 anys o més que vivien soles. El nombre mitjà de persones vivint en cada habitatge era de 3,09 i el nombre mitjà de persones que vivien en cada família era de 3,52.
Per edats la població es repartia de la següent manera: un 30,7% tenia menys de 18 anys, un 14,7% entre 18 i 24, un 28,9% entre 25 i 44, un 19,5% de 45 a 60 i un 6,3% 65 anys o més.
L'edat mediana era de 28 anys. Per cada 100 dones de 18 o més anys hi havia 97,3 homes.
La renda mediana per habitatge era de 47.236 $ i la renda mediana per família de 51.553 $. Els homes tenien una renda mediana de 34.947 $ mentre que les dones 24.801 $. La renda per capita de la població era de 17.812 $. Entorn del 4,5% de les famílies i el 5,9% de la població estaven per davall del llindar de pobresa.

## Poblacions més properes
El següent diagrama mostra les poblacions més properes.